# Speleološko alpinistički klub Ekstrem
Speleološko alpinistički klub Ekstrem iz Makarske osnovan je 9. studenog 1997., od strane grupe planinara koji su se izdvojili iz lokalnog planinarskog društva.
Članovi društva su 1998. izveli prvi kanjoning u Hrvatskoj i to niz slap na rijeci Cetini (Gubavica, 52 m, najveći slap u Hrvatskoj), o čemu je snimljen i dokumentarni film.
Speleolozi društva su pronašli i istražili tridesetak jama od kojih je najpoznatija jama Amfora na Biokovu (788 m dubine). Jame Amfora je istraživana od 1998. do 2002. godine, a članovi SAK Ekstrema su je otkrili i istražili je do pola njene dubine, a u suradnji sa speleološkim odsjecima iz Zagreba, Karlovca, Poreča i Vrgorca su sudjelovali u istraživanju do njene sadašnje dubine od 788 m. 	
Pored speleologije, članovi društva su sudjelovali i u pustolovnim utrkama i ekspedicijama. Osim čestih ekspedicija po Biokovu, pohodili su i mnoga gorja u inozemstvu: Mt Blanc (Francuska), Gran Paradiso (Italija), Mt. McKinley (Aljaska, SAD), Materhorn (Švicarska), Ararat (Turska), Elbrus, Cheget-Tau, Gumachi (Kavkaz), Ishincu, Urus, Pisco (Peru), Island Peak (Nepal) i druga.
Od 2005, dio članova se bavi i alpinizmom, te aktivno penju alpinističke 300-600 metarske smjerove

## Vanjske poveznice
- Službena stranica  Arhivirana inačica izvorne stranice od 21. lipnja 2009. (Wayback Machine)